# Storia della salvezza
La Storia della salvezza  è l'interpretazione della storia biblica, e più in generale di tutta la storia umana, come manifestazione della volontà salvifica universale di Dio. Benché il concetto sia stato introdotto nella teologia cristiana solo nel XIX secolo e abbia dato spazio a molte discussioni (cfr. Soteriologia), l'idea che Dio intervenga e guidi la storia è profondamente radicata nella Bibbia ebraica e nel Nuovo Testamento. Nella prospettiva cristiana il centro della storia della salvezza è la crocifissione e risurrezione di Gesù Cristo.

## La Storia della salvezza nei due Testamenti
Nella fede di Israele, la storia della salvezza nasce dall'esperienza dell'Esodo e dall'intuizione che il popolo ebraico sia all'origine di una salvezza per tutti i popoli, come annunciato già due volte ad Abramo (Gn 12,3;22,18) e ripetuto dai profeti fra cui il Deutero-Isaia. Con il libro di Daniele l'attenzione viene posta sullo sbocco escatologico della storia della salvezza.
Questa concezione è, e rimane, quella del Nuovo Testamento, in cui la vita terrena di Gesù è vista, secondo Hans Conzelmann, come "il centro del tempo", posto fra l'Antico Testamento e il "tempo della Chiesa". Secondo Conzelmann l'esame delle due opere di Luca (Vangelo e Atti) mostra che l'evangelista non riteneva affatto che la seconda venuta di Gesù fosse imminente, come, secondo altri teologi, emergerebbe in molti testi neotestamentari. Alle affermazioni evangeliche sulla storia si aggiungono le riflessioni nelle epistole dell'apostolo Paolo e nell'Apocalisse.
L'attenzione dei teologi sulla storia della salvezza come tema unificante e chiave interpretativa della Bibbia è stata risvegliata nel 1965 dall'uscita di un libro di Oscar Cullmann, Heil als Geschichte ("La salvezza come storia"). Le varie edizioni e traduzioni internazionali ne testimoniano la fecondità e l’importanza. Cullmann presenta la sua opera come un "contributo al dialogo fra cristiani delle varie confessioni" ed esamina sistematicamente la storia della salvezza nel Nuovo Testamento.
Il tema teologico della "storia della salvezza" comporta un atteggiamento ottimistico che si scontra con le difficoltà della teodicea e perciò non può intendersi completamente risolto.

## Storia della salvezza e "dispensazioni"
La teologia della storia della salvezza si collega, ma anche si contrappone, con l'interpretazione, tipica di alcune confessioni evangeliche, secondo cui il rapporto di Dio con l'umanità si sarebbe sviluppato per tappe, dette dispensazioni, in cui i termini del "patto" fra umano e divino sarebbero stati modificati. Le possibili fasi e i loro fondamenti biblici sono:
- Patto Edenico (Gn 2,16 e segg.)
- Patto Adamitico (Gn 3,15 e segg.)
- Patto Noachico (Gn 9,16 e segg.)
- Patto Abramitico (Gn 12,2 e segg.)
- Patto Mosaico (Es 19,5 e segg.)
- Patto Deuteronomico (Dt 30,3 e segg.)
- Patto Davidico  (2 Sam 7,16 e segg. e Sal 89,3 e segg.)
- Patto nuovo preannunciato dal profeta Geremia (Ger 31,31 e segg.).

Nel raccontare questa storia la Bibbia fa emergere come motivo di speranza la fedeltà di Dio all'amore per l'umanità, nonostante i tradimenti.
Gli 8 patti dell'Antico Testamento troverebbero secondo i cristiani la loro pienezza in Gesù Cristo e nel suo patto eucaristico.